# Chalcoscirtus talturaensis
Chalcoscirtus talturaensis là một loài nhện trong họ Salticidae.
Loài này thuộc chi Chalcoscirtus. Chalcoscirtus talturaensis được Dmitri Viktorovich Logunov & Yuri M. Marusik miêu tả năm 2000.